# Instabilité électrothermique
Pour les articles homonymes, voir Instabilité.
 (janvier 2020).
 (janvier 2020).
L'instabilité électrothermique dite aussi instabilité de Velikhov ou instabilité d'ionisation a été prédite par la théorie par le physicien russe Evgeny Velikhov en 1962, prédiction qui fut confirmée expérimentalement dès 1965. 
C'est une « turbulence du gaz d'électrons »[réf. nécessaire] qui survient dans le plasma bitempérature d'un convertisseur MHD, soumis à un fort champ magnétique et en régime d’ionisation hors d'équilibre thermodynamique, c'est-à-dire lorsque la température électronique excède la température ionique (par exemple quand le « gaz d'électrons » est chauffé à 10 000 kelvins, alors que les « lourds » (atomes et ions) restent « froids » aux alentours de 4 000 K).
Au niveau microscopique, localement, la densité électronique et la température électronique (qui est la mesure de l’énergie cinétique moyenne d'agitation thermique dans le gaz d’électrons) fluctuent, de même que les vecteurs densité de courant électrique et  champ électrique. Cette instabilité se manifeste quand l’effet Joule communique, localement, de l’énergie au gaz d’électrons, et que celui-ci ne parvient pas à dissiper cette énergie par le jeu de collisions, élastiques ou inélastiques.
Sa manifestation est extrêmement rapide puisque son temps caractéristique d’établissement est du même ordre de grandeur que le temps caractéristique d’ionisation du plasma. Le plasma se stratifie alors, « comme un mille-feuille », avec alternance de couches fortement et faiblement ionisées. Dans un tube de Gleiser soumis à un champ magnétique transversal, créé par exemple par un simple aimant permanent, la décharge prend alors l’allure « d’une pile d’assiettes »

## Effet Hall dans les plasmas
L'effet Hall, s'agissant des gaz, n'a pas grand chose à voir avec l'effet Hall tel qu'il se produit dans les solides, où le paramètre de Hall reste toujours inférieur à l'unité. Dans un plasma, ce paramètre peut prendre des valeurs importantes.
Ce paramètre de Hall β est le rapport entre la gyrofréquence électronique Ωe et la fréquence de collision ν entre l'électron et les espèces lourdes présentes dans le plasma (ions, atomes et molécules) :
{\displaystyle \beta \,=\,{\frac {\Omega _{e}}{\nu }}\,=\,{\frac {e\ B}{m_{e}\ \nu }}}
où
e est la charge de l'électron (1,6 × 10−19 coulomb)
B est le champ magnétique (en tesla)
me est la masse de l'électron (0,9 × 10−30 kg)
Le paramètre de Hall croit avec le champ magnétique.
Lorsque l'effet Hall est modéré, les trajectoires des électrons entre deux rencontres avec des particules lourdes (neutres ou ionisées) sont quasiment linéaires. Mais quand le paramètre de Hall est élevé, les trajectoires des électrons, le long de leur libre parcours, s’incurvent. Les vecteurs densité de J et champ électrique E ne sont plus colinéaires, mais séparés par[réf. nécessaire]  l’angle de Hall θ, relié au paramètre de Hall par la relation :
{\displaystyle \ \beta \,=\,\tan \theta }

### Conductivité d’un plasma soumis à un champ magnétique transversal
Dans un gaz ionisé hors d’équilibre, en régime d’effet Hall fort, la loi d'Ohm :
{\displaystyle \mathbf {J} =\sigma \mathbf {E} }
où la conductivité électrique σ s’écrit sous une forme matricielle[réf. nécessaire] :
{\displaystyle \sigma =\sigma _{s}{\begin{Vmatrix}{\dfrac {1}{1+\beta ^{2}}}&{\dfrac {-\beta }{1+\beta ^{2}}}\\{\dfrac {\beta }{1+\beta ^{2}}}&{\dfrac {1}{1+\beta ^{2}}}\end{Vmatrix}}}
où σS est la conductivité électrique scalaire. (en siemens par mètre),
{\displaystyle \sigma _{s}={\frac {n_{e}\ e^{2}}{m_{e}\ \nu }}}
et où ne est la densité électronique (nombre d'électrons par mètre cube).
La densité de courant J possède lors deux composantes, l’une parallèle au champ électrique et l’autre lui étant perpendiculaire :
{\displaystyle J_{\parallel }={\frac {n_{e}\ e^{2}}{m_{e}\ \nu }}\ {\frac {E}{1+\beta ^{2}}}\qquad {\text{et}}\qquad J_{\perp }={\frac {-n_{e}\ e^{2}}{m_{e}\ \nu }}\ {\frac {\beta \ E}{1+\beta ^{2}}}}
D'où
{\displaystyle J_{\perp }=J_{\parallel }\ \beta }
L'effet Hall fait que, dans le plasma, les électrons cheminent « en crabe » (par rapport à la direction du champ électrique).
Lorsque le champ magnétique B est élevé, le paramètre de Hall β l’est aussi, et {\displaystyle {\frac {1}{1+\beta ^{2}}}\ll 1}
Ainsi les deux conductivités
{\displaystyle \sigma _{\parallel }\approx {\frac {\sigma _{s}}{\beta ^{2}}}\qquad {\text{et}}\qquad \sigma _{\perp }\approx {\frac {\sigma _{s}}{\beta }}}
deviennent faibles. De ce fait, le courant a tendance à s’établir, en régime de paramètre de Hall élevé, en dehors des régions soumises à un champ magnétique élevé.

### Paramètre de Hall critique
L'instabilité électrothermique se manifeste dans un plasma bitempérature (Te > Tg), hors d’équilibre thermodynamique, lorsque le paramètre Hall est supérieur à sa valeur critique βcr.
Nous avons
{\displaystyle f={\frac {\left({\frac {\delta \mu }{\mu }}\right)}{\left({\frac {\delta n_{e}}{n_{e}}}\right)}}}
où μ est la mobilité électronique (en m2/(V s))
et
{\displaystyle s={\frac {2\ k\ T_{e}^{2}}{E_{i}\;(T_{e}-T_{g})}}\times {\frac {1}{1+{\dfrac {3}{2}}\ {\dfrac {k\;T_{e}}{E_{i}}}}}}
où Ei est l'énergie d'ionisation et k la constante de Boltzmann.
Le taux de croissance de l'instabilité est
{\displaystyle g={\frac {\sigma \ E^{2}}{n_{e}\;\left(E_{i}+{\frac {3}{2}}k\;T_{e}\right)\;\left(1+\beta ^{2}\right)}}\;(\beta -\beta _{cr})}
et la valeur critique du paramètre de Hall est
{\displaystyle \beta _{cr}=1{,}935f+0{,}065+s~}
La façon dont le paramètre critique de Hall βcr varie avec le degré d'ionisation α :
{\displaystyle \alpha ={\frac {n_{i}}{n_{n}}}}
où ni est la densité ionique et nn la densité de particules neutres (en nombre de particules par mètre cube) dépend du régime considéré.
La section efficace de collision électron-ions Qei (collisions dites coulombiennes, correspondant à des forces à grand rayon d’action) est beaucoup plus élevée que la section efficace de collision associée aux collisions électron-particules neutres Qen, et cela de plusieurs ordres de grandeur.
Ainsi, même avec un degré d'ionisation α faible, la fréquence de collision électron-ions νei peut égaler celles de collisions électron-neutres νen, voire lui  être supérieure. Comme la densité électronique, et par delà la densité ionique varient très vite avec la température électronique, on distinguera deux régimes.
- On dira qu’un gaz est faiblement ionisé (appelé aussi non-coulombien), quand la fréquence de collision électron-ions est faible devant la fréquence de collision électron-neutres, c’est-à-dire quand :

νei < νen
Alors la valeur du paramètre de Hall critique s’écrira :
{\displaystyle \beta _{cr}\approx (s^{2}+2s)^{\frac {1}{2}}}
- Lorsque la fréquence de collision électron-ions domine, c’est-à-dire que

νei > νen
On dira que le plasma est en régime coulombien. Les anglophones emploient la dénomination fully ionized gas, introduite par Lyman Spitzer, ou « plasma totalement ionisé », qui prête quelque peu à confusion mais est devenue l’expression consacrée. En effet, un plasma peut mériter ce qualificatif alors que le taux d’ionisation est de l’ordre de un pour cent. Dans ce régime coulombien la valeur critique du paramètre de Hall s’écrit alors :
{\displaystyle \beta _{cr}\approx (2+s)}
s étant faible, cette valeur est très proche de 2.
NB : En régime intermédiaire, la dénomination anglaise est partially ionized gaz, « plasma partiellement ionisé ».

## Problèmes techniques et leurs solutions
Un gaz bi-température, globalement froid, mais où le gaz d’électrons est chaud (Te >> Tg) est la clef des convertisseurs MHD, parce que cela permet d'obtenir une conductivité électrique suffisante, tout en protégeant les parois d'une ablation qui se produirait avec une température de gaz élevée. Cette idée fut introduite en premier lieu pour les générateurs MHD au tout début des années 1960 par Jack L. Kerrebrock et Alexander E. Sheindlin.
Mais l'instabilité électrothermique ruina tous les projets MHD de conversion hors d’équilibre dans le monde, alors que des calculs préliminaires donnaient une efficacité de conversion énergétique supérieure à 60 % avec ce type de matériel. En effet, la structuration du plasma en « mille-feuille » (du point de vue de l’ionisation) se traduisant globalement par une forte réduction de la conductivité électrique globale, effondrait drastiquement le rendement à cause de l’accroissement des pertes par effet Joule. À la fin des années soixante des études, tant théoriques qu’expérimentales, furent menées par différents chercheurs,,
mais aucune solution fonctionnelle ne fut trouvée à cette époque. Cela entraîna l’abandon des études menées sur des générateurs MHD, où l’on recherchait un fonctionnement hors d’équilibre, et par delà l'arrêt global des recherches civiles sur les générateurs MHD, pourtant très actives au début des années soixante dans la plupart des pays technologiquement avancés (États-Unis, URSS, France, Angleterre, Italie, Allemagne, Pologne, Chine, etc.).
Néanmoins des études théoriques sur la vitesse de croissance de l'instabilité électrothermique ainsi que sur les conditions critiques montrèrent qu'une zone de stabilité pouvait exister, pour des températures électroniques suffisamment élevées.
Le premier fonctionnement hors d’équilibre stable, avec forte extraction de puissance (plusieurs mégawatts) fut obtenu en 1966 sur un générateur impulsionnel, de type tube à choc, le temps de rafale étant de cent microsecondes. En maintenant la température du gaz à 10 000 K, il s’avéra possible de descendre la température du gaz d’essai, un mélange d’hélium et d’argon, à 6 000 K, puis 4 000 K. Mais ces valeurs de température étant incompatibles avec un fonctionnement en régime permanent ces travaux, ces expériences ne pouvaient que faire figure de simulations, par rapport à des expériences à visées industrielles. Ce succès sur ces générateurs impulsionnels n’empêcha donc pas l’abandon des projets, dans tous les pays qui s’étaient impliqués au début des années soixante, parfois avec de très gros moyens,.
L’obtention d’un régime de fonctionnement stable repose sur une rapide transition vers des conditions « totalement ionisés » (suffisamment rapide pour prendre de vitesse la croissance de l'instabilité électrothermique). Ce passage en régime coulombien entraîne l’effondrement rapide du paramètre de Hall, du fait de l’augmentation drastique de la fréquence de collision. Si les conditions expérimentales sont telles qu’alors la valeur du paramètre de Hall devient inférieure à la valeur critique coulombienne, proche de 2, le plasma est stable. Mais cette méthode a ses limites, s’agissant d’expérimentations menées en tube à choc, où les paramètres gazodynamiques, pour un gaz d’essai donné (pression, température, vitesse) sont liés. Elle reste conceptuellement intéressante,,.
Ainsi ce mode de contrôle de l’instabilité électrothermique ne permit pas de réduire la température du gaz Tg pour déboucher sur une application industrielle.
Une autre idée pour le contrôle de l'instabilité serait d’accroître la vitesse d'ionisation non thermique grâce à un laser qui agirait comme un système de guidage pour streamers entre électrodes, augmentant la densité d'électron et la conductivité, réduisant ainsi l'effet Hall sous sa valeur critique le long du parcours. Mais ce concept n'a jamais été testé expérimentalement.
Dans les années 1970 et plus récemment, quelques chercheurs ont tenté de maîtriser l'instabilité à l'aide de champs oscillants. Les oscillations du champ électrique ou d'un champ RF électromagnétique additionnel qui modifie localement le paramètre de Hall,.
Une solution très efficace a été trouvée au début des années 1980 en atténuant la valeur du champ magnétique dans les « allées » où on souhaitait que les streamers de courant s’établissent, entre deux électrodes dans un convertisseur de Faraday. En régime de paramètre de Hall élevé, ces régions à champ magnétique atténué présentent une conductivité électrique plus forte. Les streamers de courant s’y établissent, et la valeur élevée de la densité de courant, en relevant localement le degré d’ionisation, entraîne une chute locale du paramètre de Hall, en dessous de la valeur locale du paramètre de Hall critique. D’où une disparition complète de l’instabilité et « confinement du plasma par gradient de champ magnétique ».
Des expériences avec des streamers de courants exempts d'instabilité ont été ainsi obtenus avec cette méthode,.
L'intensité de cet effet, fortement non linéaire, était inattendue, mais se révéla être une méthode très efficace pour guider ces streamers de courant.
Mais cette dernière méthode d'annihilation de l'instabilité électrothermique fut découverte trop tard, dix années après que les efforts entrepris par de nombreux pays pour faire fonctionner des générateurs MHD en configuration hors d'équilibre aient été abandonnés. Vladimir S. Golubev, principal collaborateur d'Evgeny Velikhov, quand il rencontra Jean-Pierre Petit en 1983 au 9e colloque international de MHD de Moscou fit cette remarque[réf. nécessaire] à l'inventeur de cette méthode de stabilisation[Selon qui ?] par gradient de champ magnétique :
« Tu apportes le remède, mais le malade est déjà mort... »
Cependant il faut noter que cette méthode de stabilisation du plasma par confinement magnétique, avec annihilation de l’instabilité électrothermique, bien que trouvée tardivement pour le développement de centrales MHD, devra[Selon qui ?] être mise en œuvre quand on développera des systèmes MHD liés à des appareils évoluant à vitesse hypersonique, à haute altitude[Selon qui ?].